# Raynald Fréchette
Pour les articles homonymes, voir Fréchette.
Raynald Fréchette, né le 13 octobre 1933 à Asbestos et mort le 20 mars 2007 à Sherbrooke, est un avocat, homme politique et juge québécois.

## Biographie

### Jeunesse et études
Il est le fils d'Irénée Fréchette, menuisier, et d'Alice Leroux. Il étudie à l'université de Sherbrooke. Il est admis au Barreau du Québec en 1961. Il est avocat à Sherbrooke. Il est président-fondateur de la Société de criminologie de Sherbrooke.

### Politique

#### Union nationale
Il est député de l'Union nationale de la circonscription de Sherbrooke à l'Assemblée nationale de 1966 à 1970. De 1968 à 1970, il est vice-président de l'Assemblée nationale, il en devient président le 24 février jusqu'au 9 juin 1970. Il est défait comme député à l'élection générale de 1970.
Il retourne à la pratique du droit jusqu'en 1981.

#### Parti québécois
Il est député du Parti québécois de la circonscription de Sherbrooke à l'Assemblée nationale de 1981 à 1985. Il devient ministre du Revenu dans le gouvernement de René Lévesque de 1981 à 1982. Puis il est nommé ministre du Travail de 1982 à 1985. Par la suite, il devient ministre de la Justice et ministre du Travail dans le gouvernement de Pierre-Marc Johnson en 1985. Il est défait comme député à l'élection générale de 1985.

### Après la politique
Par après, il est retourné à la pratique du droit. En 1988, il est nommé juge à la Cour supérieure à Montréal. En 1991, il occupe le même poste dans le district de Saint-François en Estrie.
Il meurt en 2007, à l'âge de 73 ans.

## Hommages
En septembre 2010, dans le but d'honorer sa mémoire, le comité de toponymie confirma que le Palais de Justice de la ville de Sherbrooke deviendra le Palais de Justice Raynald-Fréchette.